# Босанскохерцеговачка пјешадија
Босанскохерцеговачка пјешадија (њем. Bosnisch-hercegovinische Infanterie), обично називана Бошњаци (њем. Bosniaken), била је грана Аустроугарске војске. Регрутовани изван аустријских и мађарских региона Двојне монархије, са значајним удјелом муслиманских кадрова (31,4%), ови пукови су уживали посебан статус. Имали су своје карактеристичке униформе и добијали су свој низ бројева у оквиру заједничке војске.
Јединице су биле дио аустроугарске пјешадије 1914. године и састојале су се од четири пјешадијска пука и батаљона војне полиције (њем. Feldjägerbataillon).

## Позадина
Берлински конгрес 1878. године додјелио је двије османске покрајине, Босански вилајет и Новопазарски санџак, на управљање Аустроугарској. У јулу исте године аустроугарске снаге су започеле окупацију обје покрајине, али су наишле на снажан отпор локалног муслиманско становништва. Током кампање која је трајала све до октобра 1878. аустроугарске снаге су има 946 мртвих и 3.980 рањених војника.
Иако су обје покрајине дејуре и даље припадале Османском царству, аустроугарска администрација је започела изградњу рудиментарних административних апарата на основу реформе постојећег система. У току је био заједнички отпор аустроугарској власти у многим руралним областима, посебно у Херцеговини и дуж источне границе са Црном Гором. „Аустријанци су успоставили посебне локалне милицијске снаге тамо, ’Пандуре’, али многи од ових милицајаца су постали побуњеници, а неки су окренули разбојништву”.
„У новембру 1881. Аустроугарска влада је усвојила Војни закон (њем. Wehrgesetz) намећући обавезу свим Босанцима да служе у царској војсци”. То је довело до широко распрострањених немира током децембра 1881. и током 1882. — који су једино могли бити поражени и потиснути војним средствима. Аустроугари су се пожалили сарајевском муфтији, Мустафи Хилмију Хаџиомеровићу, и он је убрзо издао фетву „позивајући Бошњаке да поштују војни закон”. Други важни чланови муслиманске заједнице, као што је Мехмед-бег Капетановић (касније градоначелник Сарајева), позвали су муслиманске младиће да служе у аустроугарској војсци.

## Регименте
Након што је 1878. године Босна и Херцеговина дошла под управу Аустроугарске монархије, постепено је формирано 12 стрељачких баталиона, између 1885. и 1892. године из којих су 1. јануара 1894. године настале четири пјешадијске регименте:
| Регимент | Име                                                | Округ     | Гарнизон   |
| -------- | -------------------------------------------------- | --------- | ---------- |
| 1.       | Први босанско-херцеговачки пјешадијски регимент    | Сарајево  | Беч        |
| 2.       | Други босанско-херцеговачки пјешадијски регимент   | Бања Лука | Грац       |
| 3.       | Трећи босанско-херцеговачки пјешадијски регимент   | Тузла     | Будимпешта |
| 4.       | Четврти босанско-херцеговачки пјешадијски регимент | Мостар    | Трст       |

Свака регимента је имала 4 батаљона од којих су 1, 2. и 4. одлазили у гарнизонски град, док је 3. батаљон остајао у центру свог округа. 1903. године формиран је и један стрељачки батаљон, а након анексије Босне и Херцеговине 1908. године основане су и друге јединице и батаљони. Почетком рата 1915. године основана је 5, а у току рата још и 6, 7. и 8. регимента.
Босанско-херцеговачке јединице су биле распоређиване на фронтовима широм Аустроугарске монархије. Неке од њих биле су на Галицији, Сочи, Пиави, Карпатима и региону Алпа. Војна заклетва гласила је: "Заклињем се Богу Свемоћном да ћу бити одан Његовом Величанству цару и краљу Францу Јозефу Првом и да ћу следити сва наређења мени надређених и виших, чак и у животној опасности". Од свих регимената посебна пажња се придаје Другој регименти која је у току рата добила 42 златне медаље и тако словила за најодликованију јединицу у аустроугарској војсци. Златна медаља је била највише одликовање у аустроугарској војсци. Одликовања и ордени су иначе били у облику разних крстова, док су одликовања додељивана муслиманима била посебног облика.
У јануару 1913. године, 39,12% подофицира и других војника су били српски православни, 31,04%  били су муслимани, а 25,04% римокатолици. Остатак су били грчки католици, Јевреји и протестанти. Без обзира на верску припадност, сви војници носили су фес.